# 454352 Majidzandian
454352 Majidzandian è un asteroide della fascia principale. Scoperto nel 2010, presenta un'orbita caratterizzata da un semiasse maggiore pari a 2,5820099 UA e da un'eccentricità di 0,0532800, inclinata di 28,57004° rispetto all'eclittica.